# 12e régiment de chasseurs à cheval (France)
Pour les articles homonymes, voir 12e régiment.
Le 12e régiment de chasseurs à cheval est une unité constituée sous l'Ancien Régime sous le nom de Légion-Corse.

## Création et différentes dénominations
- 1769 : Levé sous le nom de Légion-Corse
- 1775 : renommé en Légion du Dauphiné
- 1775 : Licencié
- 1779 : Reformé en tant que 6e Régiment de Chasseurs des Ardennes
- 1788 : Devient 12e Régiment des chasseurs de Champagne
- 1791 : Prend le nom de 12e régiment de chasseurs à cheval
- 1815 : Dissous
- 1816 : Chasseurs de la Marne
- 1825 : 12e régiment de chasseurs à cheval
- 1931 : Dissous
- 1931 : 12e régiment de chasseurs à cheval
- 1940 : Dissous
- 1945 : 12e régiment de chasseurs à cheval
- 1946 : Dissous
- 1963 : 12e régiment de chasseurs à cheval
- 1984 : Dissous

## Chefs de corps
- 1769 : Antoine Joseph des lacs de Bousquet, marquis d'Arcambal ;
- 13 avril 1780 : Alexandre de Mun, marquis de Sarlabous ;
- 8 mai 1784 : Antoine Estienne Gaspard, commandeur de Lézay-Marnésia ;
- 25 septembre 1788 : François Alexandre Antoine, vicomte de Loménie de Brienne.
- 1791 : Jacques Francois Menou - Colonel (**)
- 1792 : Joseph François Jean-Baptiste Urre de Molans - Colonel (*)
- 1792 : Emmanuel de Grouchy - Colonel (**)
- 1793 : Dominique André de Neil - Colonel
- 1794 : Jean-Louis Sigard - Chef de Brigade
- 1799 : Francois Joseph Offenstein - Chef de Brigade (**)
- 1800 : Jean-Marie-Antoine Defrance - Chef de Brigade, puis colonel en 1803 (**)
- 1805 : Claude Raymond Guyon - Colonel (*)
- 1811 : Charles Etienne Ghigny - Colonel (**)
- 1814 : Alphonse de Grouchy- Colonel fils d'Emmanuel de Grouchy Maréchal de France
- 1816 : Jean-Sylvestre, baron Joannès - Colonel
- 1823 : Bony - Colonel
- 1823 : Rouille d'Orfeuil - Colonel
- 1824 : Comte de Maille - Colonel
- 1826 : Jourdan - Colonel
- 1831 : Marceau des Graviers - Colonel
- 1833 : Georges Nicolas Marc Létang - Colonel
- 1835 : Pierre Dupleix - Colonel
- 1845 : Adrien Gabriel Gaudin de Villaine - Colonel
- 1848 : Boyer - Colonel
- 1853 : Charles Frédéric, vicomte de Bonnemains - Colonel
- 1861 : Marguerite Jacques Vincent Octave du Preuil - Colonel
- 1866 : Louis Adrien de Tuce - Colonel
- 1870 : de Raynach - Colonel
- 1871 : Ernest de la Porte - Colonel
- 1878 : Robert Philippe Louis Eugène d'Orléans, duc de Chartres
- 1883 : de Bonneval - Colonel
- 1886 : François Camille Conrad Jeantet - Colonel
- 1891 : de Pommeyrac - Lieutenant-colonel
- 1892 : Léopold Thadée Ramotowski - Colonel
- mai 1897 : Fournier - Colonel
- juillet 1897 : Richard - Colonel
- décembre 1897 : Charles Marie Raoul Gaillard de Saint-Germain - Colonel
- mars 1898 : Ferdinand de Chalendar - Colonel
- mai 1898 : Auguste-Victor-Désiré Joannès - Lieutenant-colonel
- 1907 : Renard - Colonel
- septembre 1910 : Laurent - Lieutenant-colonel
- novembre 1910 : Philippe Roger Gombaud de Séréville - Colonel
- janvier 1911 : Laurent - Lieutenant-Colonel
- mars 1911 : Auguste Frotiée - Colonel
- février 1915 : Paul-Louis-Emmanuel de Partouneaux - lieutenant-colonel
- 14 septembre 1915 : Cochin - Colonel
- 26 septembre 1915 : Ore - Lieutenant-colonel
- novembre 1915 : Joannard - colonel
- 1919 : Lacour - colonel
- 1920 : Perrin - lieutenant-colonel
- 1921 : Vernier : colonel
- 1924 : Collet
- 1933 : Nordacq
- 1930 : comte de Nouaillant - colonel
- 1937 : Lesne - colonel
- 1945 : Rougier - lieutenant-colonel
- 1963 : Calvel - colonel
- 1963 : Jean Faivre d'Arcier - colonel
- 1964 : Bernard d'Astorg - colonel
- 1968 : Guy Duhesme - colonel
- 1970 : François Noiret - colonel
- 1972 : Pierre Valin - colonel
- 1974 : Philippe Liot de Nortbecourt - lieutenant-colonel
- 1974 : Guy Leclerc - colonel
- 1976 : Pierre Nanquette - lieutenant-colonel
- 1978 : René Baud - colonel
- 1980 : Charles Henri Raymond de Sury d'Aspremont - colonel
- 1982 : Bruno Marie Antoine Augustin Gardey de Soos - colonel

 (*)Officiers ayant atteint par la suite le rang de Général de brigade
/>(**)Officiers ayant atteint par la suite le rang de général de division. 
Colonels tués et blessés alors qu'il commandaient le 12e de chasseurs pendant cette période:
- Colonel Ghigny : blessé le 8 août et 18 octobre 1812
- Colonel Grouchy : blessé le 18 juin 1815

Officiers tués et blessés pendant qu'ils servaient dans le 12e de chasseurs (entre 1805-1815):
- Officiers tués : 17
- Officiers morts des suites de leurs blessures : 3
- Officiers blessés : 83

## Historique des combats et batailles du12echasseurs

### Ancien Régime
Le premier escadron, incorporé aux dragons de Belzunce, participe à la campagne de Saint-Dominique lors de la Guerre d'indépendance des États-Unis. Les autres escadrons sont stationnés à Dôle et Geix lors de la campagne de Genève entre 1781 et 1782, ils forment la Légion du Dauphiné.

### Révolution et Empire
- 1792, Armée du Nord :
  - Grandpré,
  - Siège de Thionville (dépôt)
  - bataille de Valmy,
  - Boussu,
  - bataille de Jemappes,
  - Anderlecht
- 1793 :Armée de Belgique
  - Prise de Tiriemont
  - bataille de Neerwinden
- 1794 : Armée du Nord
  - Charleroi et
  - Bataille de Fleurus
- 1795, Armée de Sambre-et-Meuse :
  - Prise de Maestricht,
  - Passage du Rhin,
  - Kreutznach,
  - Sultzbach
- 1796 :
  - Limberg,
  - Combat de Bamberg,
  - Combat d'Amberg,
  - Siebourg
- 1797 :
  - bataille de Neuwied
- 1799 :
  - Leibdingen
  - Luciensteig
- 1800 :
  - Bataille de Stockach,
  - Moeskirch,
  - Memmingen,
  - passe à l'Armée d'Italie : San-Giuliano,
  - Marengo
- 1805 :
  - bataille d'Austerlitz
- 1806 :
  - bataille d'Auerstaedt,
  - prise de Czentoschau,
  - bataille de Golymin,
  - Okunin,
  - Czarnowo,
  - Bieżuń
- 1807 :
  - bataille d'Heilsberg
  - Gross-Krug
- 1809 :
  - Bataille d'Eckmühl,
  - Bataille de Ratisbonne,
  - bataille de Wagram
- 1812 : Campagne de Russie
  - Siège de Wilna,
  - Rudnia,
  - Bataille de Krasnoï,
  - bataille de la Moskova,
  - bataille de Winkowo
- 1813 : Campagne d'Allemagne
  - Konnern,
  - bataille de la Katzbach,
  - 16-19 octobre : Bataille de Leipzig
- 1814 : campagne de France,
  - 14 février 1814 : Bataille de Vauchamps
  - bataille de Bar-sur-Aube,
  - 28 mars : Bataille de Claye et Combat de Villeparisis
  - 1815 : Campagne de Belgique. Le régiment est alors composé de 318 hommes dont 29 officiers et 289 cavaliers réparti dans trois escadrons, le 2e et le 3e escadron composés de deux compagnies du centre et le 1er escadron d'une compagnie du centre et d'une compagnie d'élite[1]. Le régiment participera a l'attaque des carrés d'infanteries britanniques lors de la bataille de Waterloo le 18 juin ou le colonel Alphonse de Grouchy sera blessé à la jambe gauche[1]. Ils font partie du IIIe corps d'armée de Dominique René Vandamme, de la 3e division de cavalerie du général Jean-Siméon Domon avec le 4e régiment de chasseurs et le 9e régiment de chasseurs à cheval et de la deuxième brigade de cavalerie du général Gilbert Julian Vinot[2].
    - bataille de Ligny
    - bataille de Waterloo

### De 1815 à 1848
- 1823 : Expédition d'Espagne
- 1830 : Expédition d'Alger

### Second Empire

Représentation du combat mené le 25 juillet 1870 par le 4e peloton du 5e escadron du régiment face à des dragons badois en reconnaissance à Schirlenhof (Gundershoffen).

Revenu en Algérie et au Maroc en 1859, le régiment est envoyé au Mexique de 1862 à 1867. Il se distingue en particulier aux combats de Cholula et lors d’un coup de main sur Puebla.
En 1870-1871, le conflit contre l’Allemagne le voit se battre en Alsace à Reichshoffen, puis Buzancy (Ardennes) et Étrépagny.
Le 25 juillet 1870, à Schirlenhof sur la commune de Gundershoffen, le 4e peloton du 5e escadron commandé par le lieutenant Jacques Marie de Chabot affronte la patrouille de reconnaissance du capitaine comte Ferdinand von Zeppelin. Le maréchal-des-logis Claude Ferréol Pagnier est tué lors de l'échange de tirs. Il est le premier mort officiel français de la guerre franco-allemande de 1870.

### De 1871 à 1914
Durant la Commune de Paris en 1871, le régiment participe avec l'armée versaillaise à la semaine sanglante.

### Première Guerre mondiale

#### 1914
En 1914, parti de sa garnison de Saint-Mihiel, le 12e Chasseurs est engagé dans les Ardennes, sur la Marne, à Verdun et dans la Somme jusqu’en 1916. Il est ensuite réparti par escadron dans les divisions.
Il est plusieurs fois cité lors des combats de l’Aisne (1917) et de l’Avre (1918).

#### 1918
Le 4e escadron du 12e RCC arrive le 6 novembre 1918 à Buironfosse (Aisne) puis poursuit vers La Capelle et Haudrecy. Cet escadron fait partie des troupes de la 116e Division d'Infanterie qui reçoivent les plénipotentiaires allemands le 8 novembre pour la préparation de l'Armistice du 11.

### Seconde Guerre mondiale

#### Drôle de guerre
En février 1940, le 12e régiment de chasseurs à cheval constitue la 6e brigade de cavalerie (6e BC) avec le 11e régiment de cuirassiers, la 6e BC faisant partie de la nouvelle 5e division légère de cavalerie (5e DLC), auparavant cette brigade appartenait à la 3e division de cavalerie. Dans le plan Dyle, la 5e DLC doit participer à la manœuvre retardatrice en Ardenne en avant de la 2e armée. Pour cette mission, le 12e chasseurs fait partie du groupement ouest de la division.

#### Bataille de France
Au début de la bataille de France, parti de sa garnison de Sedan, le régiment prend le contact de l’ennemi à Libramont et Neufchâteau (Belgique) le 10 mai 1940. Il mène au prix de lourdes pertes un combat retardateur jusqu’à Saint-Valery-en-Caux.
Le 12e régiment de chasseurs à cheval est dissous le 12 juin 1940.
Le régiment renaît le 1er janvier 1945 dans le Cher sous l’appellation de « 12e régiment de chasseurs de France » à partir de la 33e demi-brigade des forces française de Maubeuge. Il entre alors dans la composition de la 1re division d’infanterie. Le 10 février le colonel Rougier est désigné comme chef de corps.
Le régiment stationne à Vierzon pour l’État-major, l'E.H.R. et le 2e escadron, le 1er escadron est à Vignon, le 3e à Vheillay, le 4e à Massa.
Le 8 mai 1945, il reçoit à Paris l’étendard du « 12 régiment de chasseurs à cheval ».
Début mai, le régiment fait mouvement sur le Palatinat et s’installe dans des cantonnements provisoires. Le 6 juillet, il change de garnison et fait mouvement sur la Sarre où il prend garnison en tant que troupe d’occupation et sera dissous le 30 avril 1946.

### De 1945 à nos jours
Le 12e régiment de chasseurs, reformé le 15 janvier 1963 à Sedan, à partir du 21e régiment de spahis dissous, et est l’héritier des traditions des deux régiments : le 12e régiment de chasseurs à cheval et le 12e régiment de chasseurs d’Afrique.
À ce titre, le 12e chasseurs a la garde des étendards de ces deux corps et porte la fourragère aux couleurs de la croix de guerre 1939-1945 du 12e chasseurs d’Afrique.
Le 12e régiment de chasseurs est dissous en 1984.

### Garnisons
La légion du Dauphiné (ex Corse) est en garnison à Libourne le 10 septembre 1776 depuis au moins dix mois. De 1782 à 1786, le régiment dénommé Chasseurs des Ardennes stationne à Auch, et en 1786, il est en garnison à Carcassonne.
En 1791, renommé 12e régiment de chasseurs à cheval, il stationne dans le département de la Meurthe, d'abord à Lunéville, et en 1792 à Toul puis à Pont-à-Mousson. En avril 1792, il quitte cette garnison pour rejoindre l'armée du Centre commandée par le général Lafayette. Il prend part le 20 septembre à la bataille de Valmy sous les ordres du général Dumouriez et obtient à ce titre la croix d'honneur. Il participe la même année au combat de Boussu puis le 4 novembre à la bataille de Jemmapes. Il passe après cette bataille sous les ordres du général Stengel et participe au combat d'Anderlecht et à la prise de Bruxelles. Il prend part ensuite au combat de Tirlemont, à la prise de Liège le 27 novembre, et enfin le 18 mars 1793 à la bataille de Neerwinden qui scelle la défaite de la Belgique.
- En 1800, le régiment est à Gray, Vesoul et Belfort.
- En 1811, il est à Saint-Mihiel où il stationne longtemps.
- 1837 - 1840 : Libourne
- 1870 : Rouen (caserne Bonne-Nouvelle puis, en 1884[6], caserne Richepanse)
- 1898 : Lunéville
- 1900 - 1907 : Sézanne
- 1907 - 1914 : Saint-Mihiel
- 1919 - 1939 : Sedan
- 1963 - 1984 : Sedan

## Faits d'armes faisant particulièrement honneur au régiment

Dessin du revers de l'étendard du de chasseurs à cheval.

Il porte, cousues en lettres d'or dans ses plis, les inscriptions suivantes :
- Valmy 1792
- Jemmapes 1792
- Austerlitz 1805
- Alger 1830
- Puebla 1863
- L'Aisne 1917
- L'Avre 1918

## Décorations
- Croix de Guerre 1914-1918 avec une étoile vermeil
- Croix de Guerre 1939-1945 avec une palme

## Insignes
Héraldique :
- " Dans une rondache évidée chargée en chef en orle de la devise « AUDACE N'EST PAS DERAISON » en capitales, et en pointe d'un huchet chargé en abîme du chiffre « 12 », le cheval Bayard d'argent contourné portant les quatre fils Aymon armés et équipés, le tout d'argent."
- Insigne de 1940. L'écu, broché sur un cor de chasse, représente le légendaire cheval Bayard emportant les quatre fils Aymon évoque la forêt des Ardennes proche de Sedan, garnison traditionnelle du régiment.
- L'insigne créé en 1973 reprend le thème principal de l'insigne de 1940 en incluant la devise du 12e chasseurs d'Afrique : « Audace n'est pas déraison ».

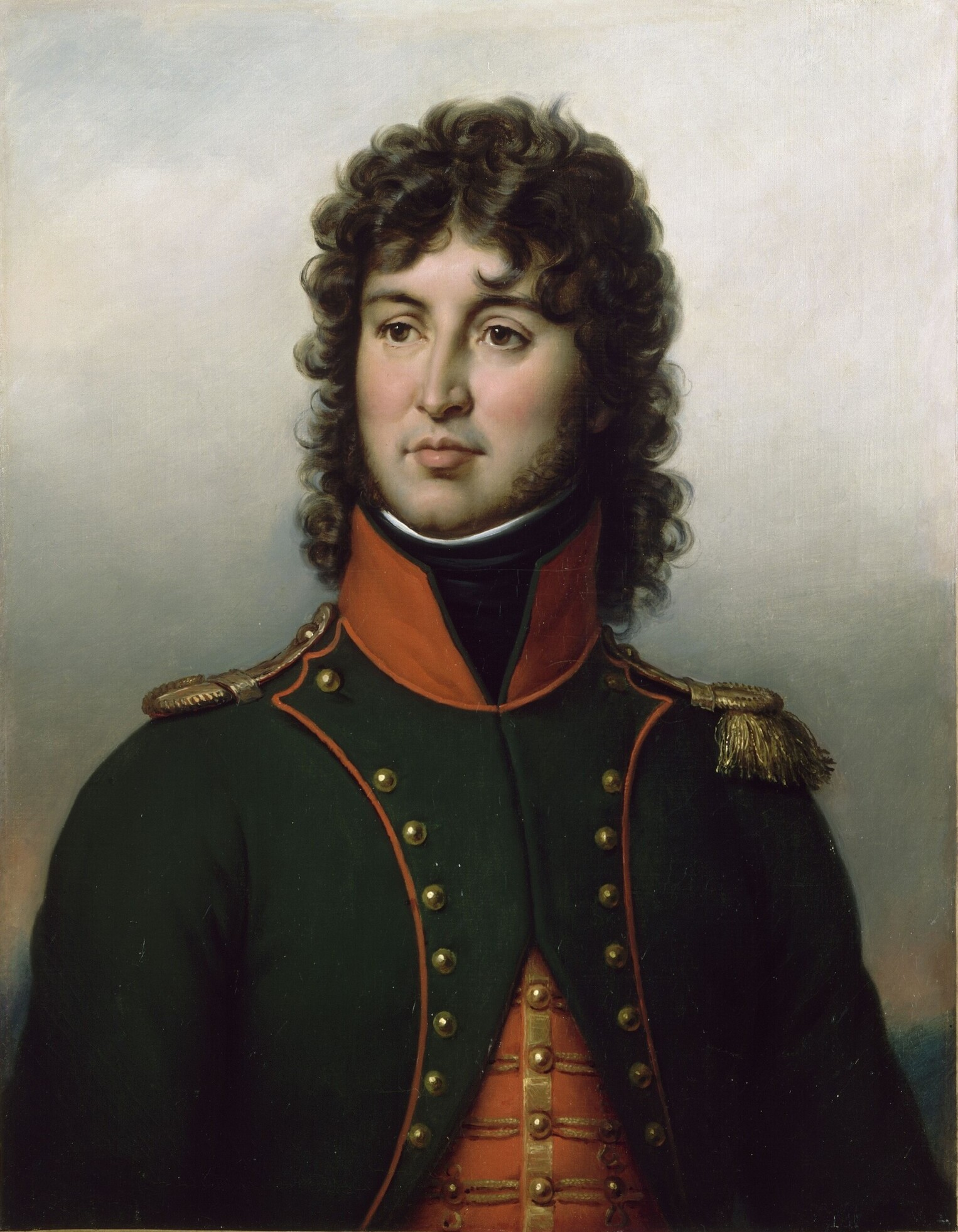
Joachim Murat, sous-lieutenant au en 1792, Jean-Baptiste Paulin Guérin, 1835.

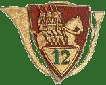
Insigne du 12e régiment de chasseurs (1er modèle)

## Uniformes

Uniformes
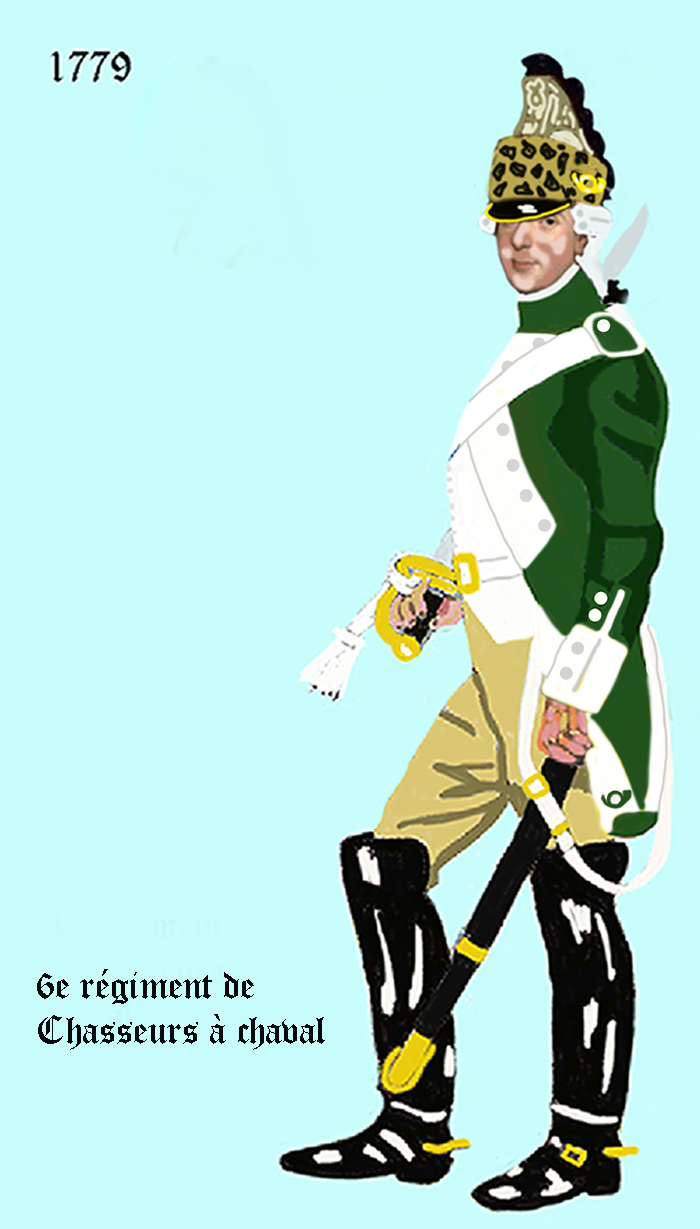
6e régiment de chasseurs à cheval de 1779 à 1786
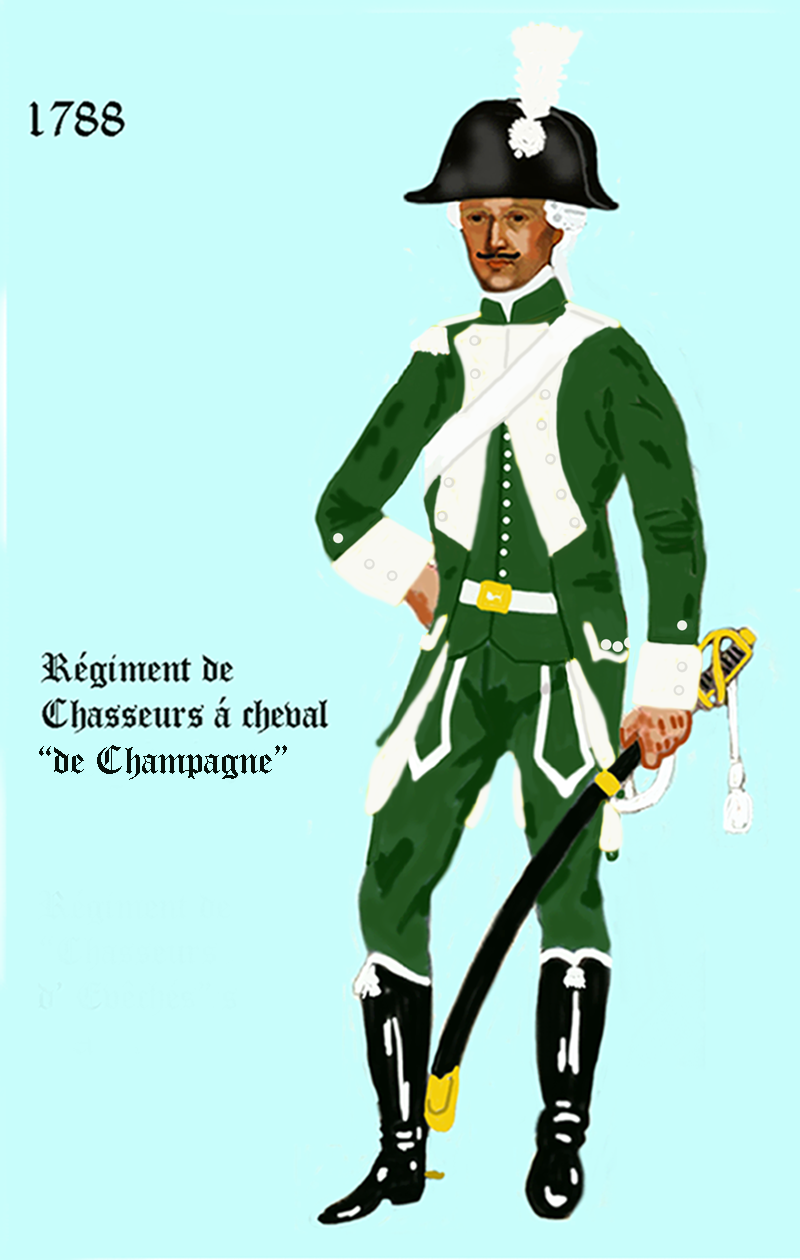
Régiment de chasseurs à cheval de Champagne de 1786 à 1789
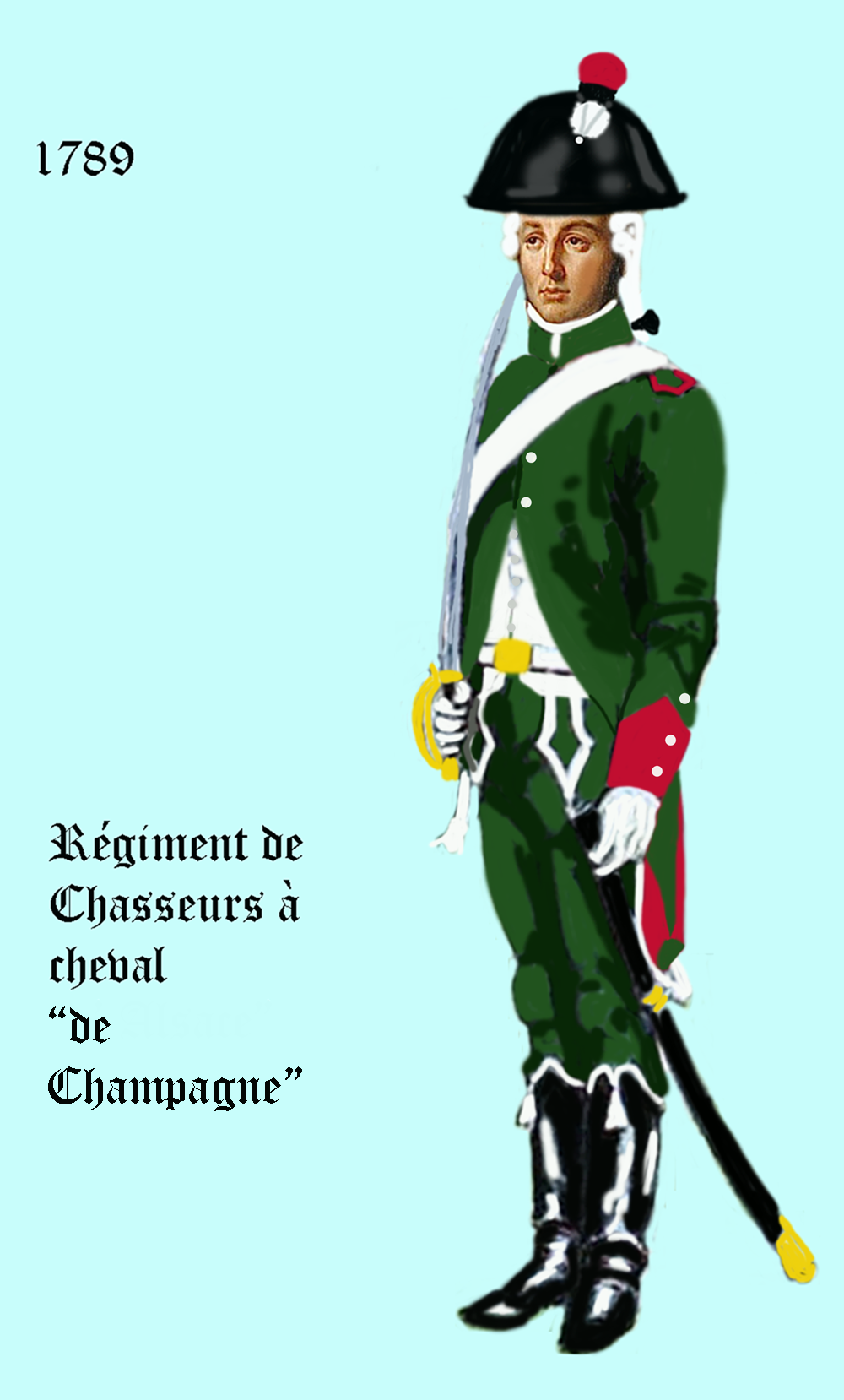
Régiment de chasseurs à cheval de Champagne de 1789 à 1791
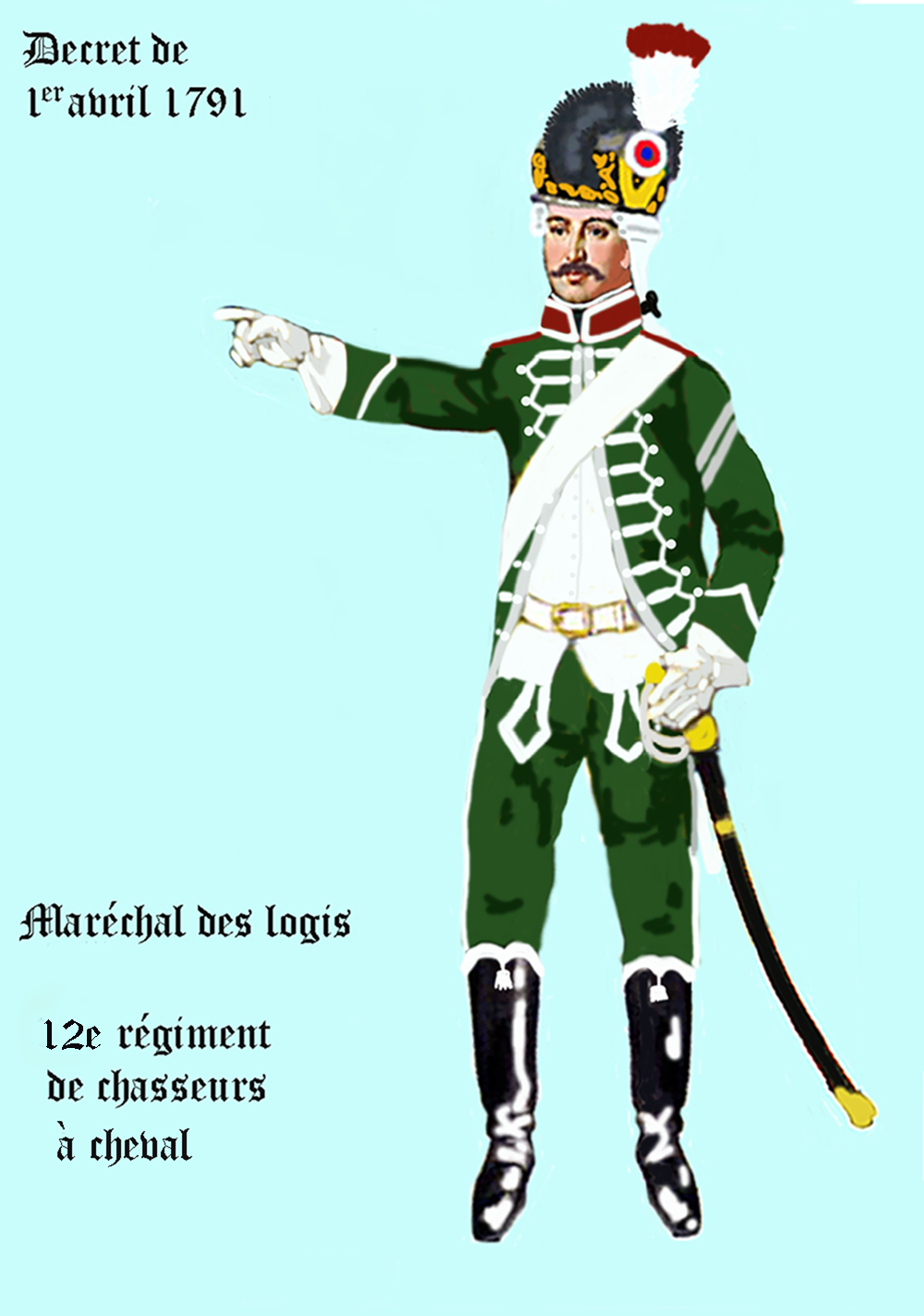
12e régiment de chasseurs à cheval par décret de 1791 (grand tenue)

## Personnalités ayant servi au12erégimentde chasseurs à cheval
- Louis André Charles Remi de Maurey (1774-1799), chasseur au 12e régiment de chasseurs à cheval, tué à Leibdingen ou Luciensteig.
- Pierre Louis François Paultre de Lamotte (1774-1840), lieutenant général, major au 12e régiment de chasseurs à cheval le 23 frimaire an XII ;
- Maurice de Tascher : cousin éloigné de l'Impératrice Joséphine servit en tant que lieutenant dans ce régiment
- Jean Saint-Geniès, futur général Jean Marie Noël Delisle de Falcon de Saint-Geniès dont le nom est gravé sous l'Arc de triomphe de l'Étoile, entra en tant que simple cavalier et y devint capitaine.
- Joachim Murat qui s'y engagea en 1787 et y servit comme maréchal des logis.
- Emmanuel de Grouchy, futur maréchal d'Empire, commanda le régiment de 1792 à 1793.
- Charles Marie Denys de Damrémont (1783-1837 - mort au siège de Constantine), a servi au régiment comme sous-lieutenant en 1804.
- Eugène Antoine Léopold Marsaa (1846-1906).
- Georges Seguin (1853-1903), futur explorateur de la rivière Kouango (affluent  de l'Oubangui) en 1900-1903, servit en tant que lieutenant dans ce régiment de 1883 à 1885.
- Paul Mascart (1874-1958), artiste peintre, y effectua son service militaire en 1892[8].
- Jacques Fitamant (1905-1980), résistant français, Compagnon de la Libération.

### Sources et bibliographie
- Historique du 12e régiment de chasseurs : campagne 1914-1918, Paris, Chapelot, 21 p., lire en ligne sur Gallica.